# 霍爾岑多夫湖

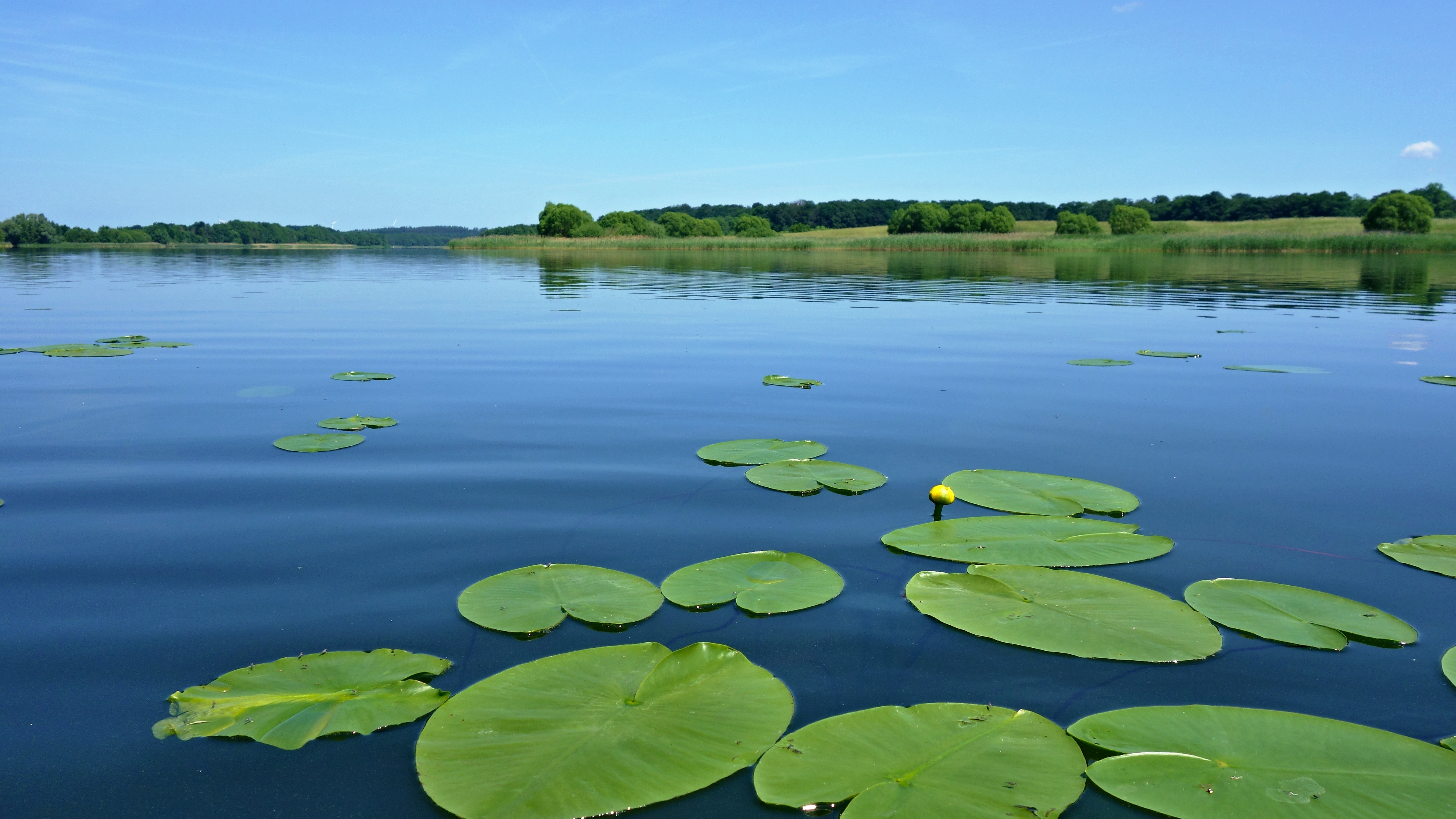

53°55′12.40″N 12°12′50.58″E / 53.9201111°N 12.2140500°E
霍爾岑多夫湖（德語：Holzendorfer See），是德國的湖泊，位於該國東北部，由梅克倫堡-前波美拉尼亞州負責管轄，處於路德維希斯盧斯特-帕爾希姆縣，長1.5公里、寬0.7公里，面積0.7平方公里，海拔高度40米。